# ايمانويل ويليس ويلسون
ايمانويل ويليس ويلسون (بالإنجليزية: Emanuel Willis Wilson) هو محامي وسياسي أمريكي، ولد في 11 أغسطس 1844 بهاربرز فيري في الولايات المتحدة، وتوفي في 28 مايو 1905 بتشارلستون في الولايات المتحدة. حزبياً، نشط في الحزب الديمقراطي. وقد انتخب حاكم فرجينيا الغربية ‏ (4 مارس 1885 – 6 فبراير 1890).